# Slavnamn
Ett slavnamn syftar på det personnamn en förslavad person fick vid sitt förslavande, eller ärvde av förslavade generationer. För en person som fötts fri och sedan gjorts till slav var slavnamnet en del av den så kallade "sociala död" en person genomgick då han eller hon blev en slav, och därmed tvingades lämna sin ursprungliga identitet bakom sig, och anta ett nytt. Sederna kring slavnamn såg olika ut i olika kulturer, men skilda sig ofta från fria personers namn, och spelade då en roll att identifiera en person som slav. 

## Mellanöstern
Enligt islamisk lag var kafirer (icke-muslimer) legitima för muslimer att ta som slavar, eftersom dar al-Islam (den muslimska världen) per definition alltid ansåg sig befinna sig i ett tillstånd av krig med dar al-harb (den icke-muslimska världen), och icke-muslimska krigsfångar var legitima slavar. 
Efter att en människa tagits som slav, blev hon normalt sett tvingad att övergå till islam, och anta ett nytt namn. Kvinnor gavs ofta namn som syftade på blommor. 
Ett exempel är det Osmanska riket. När nya slavflickor fördes till det kejserliga osmanska haremet, tvingades de rutinartat konvertera till islam och gavs sedan ett turkiskt eller ett persiskt namn för en blomma eller en fågel; som till exempel Nilüfer ('vattenlilja').  
I det Osmanska riket bar man normalt ett patronymikon efter sitt förnamn: eftersom slavars fäder var okända och i alla händelser inte var muslimer, gavs slavar istället ett patronymikon som syftade på Gud (Allah), som till exempel bint Abdallah ("Gudsdotter"), ett patronymikon som bars av 97 procent av slavinnorna i det kejserliga osmanska haremet.

## Romerska riket
I Romerska riket bar en slav endast ett enda namn, till skillnad från fria människor som bar tre. När en slav frigavs, behöll han eller hon sitt slavnamn, men lade till den förra ägarens namn som praenomen och nomen: om en man vid namn Publius Larcius frigav en manlig slav vid namn Nicia, antog Nicia därmed namnet Publius Larcius Nicia"; det hände dock också att ägaren utsåg ett framtida namn åt sin slav att användas efter frigivningen. 

## USA
De människor som transporterades till USA under triangelhandeln betraktades enligt lagen som namnlösa tills de köptes och deras nya ägare gav dem ett namn.
Slavar hade som regel inget efternamn, utan enbart ett förnamn. Ägare i USA liksom Västindien valde ofta namn ur den romerska eller grekiska antiken, bibeln, eller namn som användes var vanliga i slavägarnas egen kultur. 
När slaveriet upphävdes i USA 1865 förväntades de före detta slavarna anta efternamn. En vanlig uppfattning är att de vanligen använde sina före detta ägares efternamn. Detta var också ofta fallet, men det var ingen given sak. Många valde helt nya namn: ofta namn som anspelade på frihet, så som "Freeman", eller namn efter berömda abolitionister eller presidenter som George Washington. 
Det har observerats att afroamerikaner normalt använde samma brittiska namn som vita amerikaner fram till 1950- och 60-talet;
 därefter började afroamerikaner anta nya namn, ofta inspirerade av afrikanska eller arabiska namn, för att skilja ut sig från vad som uppfattades som de förra slavägarnas kultur. 